# 独龙江悬钩子
独龙江悬钩子（学名：Rubus taronensis）是蔷薇科悬钩子属的植物，是中国的特有植物。分布于中国大陆的云南等地，生长于海拔1,700米的地区，常生于生密林中，目前尚未由人工引种栽培。